# Рахманово (платформа)
Рахманово — остановочный пункт тупиковой линии Софрино — Красноармейск Ярославского направления Московской железной дороги в Пушкинском районе Московской области.
Находится на расстоянии 6 км от Софрино и 10 км от Красноармейска. Платформа названа по находящемуся недалеко селу Рахманово.
Нынешняя платформа построена к 1993 году на месте низкой платформы. Платформа высокая, боковая, один путь, электрифицирован.
Через платформу проходит 7 пар поездов в будние дни и 8 пар поездов в выходные.
Реконструкции платформа не подвергалась, турникеты отсутствуют, кассы нет, навесов от дождя тоже нет. С платформы три спуска: в центре платформы — в сторону села Рахманово и на концах платформы.
До 1995 года электрификации на железнодорожном пути не было, а по ветке от Софрино до Красноармейска ходил небольшой поезд на дизельной тяге. Платформа была короткой (на 4 вагона) и низкой.